# Победнице светских првенстава у атлетици на отвореном — бацање кугле
Дисциплина бацање кугле у женској конкуренцији уврштена је у програм светских првенстава први пут на Светском првенству 1983. одржаном у Хелсинкију и од тада је редовно у програму.
Највише успеха у појединачној конкуренцији имала је Валери Адамс (Нови Зеланд) са четири узастопне златне медаље и једном бронзом. У екипној конкуренцији најбоља је Немачка која има укупно 13. медаља, од којих су 4 златне.

## Табела освајачица медаља на СП у бацању кугле
Победнице, другопласиране и трећепласиране са светских првенстава у овој дисциплини, приказане су у следећој табели. Резултати су дати у метрима. 
Стање после СП 2023.
| Светско првенство       |                                   |           |                                   |       |                                    |       |
| Хелсинки 1983. детаљи   | Хелена Фибингерова Чехословачка   | 21,05 РСП | Хелма Кноршет Источна Немачка     | 20,70 | Илона Слупијанек Источна Немачка   | 20,56 |
| Рим 1987. детаљи        | Наталија Лисовска Совјетски Савез | 21,24 РСП | Катрин Најмке Источна Немачка     | 21,21 | Инес Милер Источна Немачка         | 20,76 |
| Токио 1991. детаљи      | Хуан Џихунг Кина                  | 20,83     | Наталија Лисовска Совјетски Савез | 20,29 | Светлана Кривељова Совјетски Савез | 20,16 |
| Штутгарт 1993. детаљи   | Хуан Џихунг Кина                  | 20,57     | Светлана Кривељова Русија         | 19,97 | Катрин Најмке Немачка              | 19,71 |
| Гетеборг 1995. детаљи   | Астрид Кумбернус Немачка          | 21,22     | Хуан Џихунг Кина                  | 20,04 | Светлана Миткова Бугарска          | 19,56 |
| Атина 1997. детаљи      | Астрид Кумбернус Немачка          | 20,71     | Вита Павлиш Украјина              | 20,66 | Стефани Строп Немачка              | 19,22 |
| Севиља 1999. детаљи     | Астрид Кумбернус Немачка          | 19,85     | Надин Клајнерт Немачка            | 19,61 | Светлана Кривељова Русија          | 19,43 |
| Едмонтон 2001. детаљи   | Танина Королчик Белорусија        | 20,61     | Надин Клајнерт Немачка            | 19,86 | Вита Павлиш Украјина               | 19,41 |
| Париз 2003. детаљи      | Светлана Кривељова Русија         | 20,63     | Надзеја Астапчук Белорусија       | 20,12 | Вита Павлиш Украјина               | 20,08 |
| Хелсинки 2005. детаљи   | Олга Рјабинкина Русија            | 19,64     | Валери Вили Нови Зеланд           | 19,62 | Надин Клајнерт Немачка             | 19,07 |
| Осака 2007. детаљи      | Валери Вили Нови Зеланд           | 20,54     | Надзеја Астапчук Белорусија       | 20,48 | Надин Клајнерт Немачка             | 19,77 |
| Берлин 2009. детаљи     | Валери Вили Нови Зеланд           | 20,44     | Надин Клајнерт Немачка            | 20,20 | Гунг Лиђао Кина                    | 19,89 |
| Тегу 2011. детаљи       | Валери Вили Нови Зеланд           | 21,24 РСП | Надзеја Астапчук Белорусија       | 20,05 | Џилијан Камарена-Вилијамс САД      | 20,02 |
| Москва 2013. детаљи     | Валери Адамс Нови Зеланд          | 20,88     | Кристина Шваниц Немачка           | 20,41 | Гунг Лиђао Кина                    | 19,95 |
| Пекинг 2015. детаљи     | Кристина Шваниц Немачка           | 20,37     | Лиђао Гунг Кина                   | 20,30 | Мишел Картер САД                   | 19,76 |
| Лондон 2017. детаљи     | Лиђао Гунг Кина                   | 19,94     | Анита Мартон Мађарска             | 19,49 | Мишел Картер САД                   | 19,14 |
| Доха 2019. детаљи       | Лиђао Гунг Кина                   | 19,55     | Данијел Томас-Дод Јамајка         | 19,47 | Кристина Шваниц Немачка            | 19,17 |
| Јуџин 2022. детаљи      | Чејс Или САД                      | 20,49     | Лиђао Гунг Кина                   | 20,39 | Џесика Шилдер Холандија            | 19,77 |
| Будимпешта 2023. детаљи | Чејс Или САД                      | 20,13     | Сара Митон Кина                   | 20,08 | Лиђао Гунг Кина                    | 19,69 |
| Токио 2025.             |                                   |           |                                   |       |                                    |       |

## Биланс медаља
Стање после СП 2023.
|     | Земља            |    |    |    |    |
| --- | ---------------- | -- | -- | -- | -- |
| 1.  | Немачка          | 4  | 4  | 5  | 13 |
| 2.  | Кина             | 4  | 3  | 3  | 10 |
| 3.  | Нови Зеланд      | 4  | 1  | -  | 5  |
| 4.  | Русија           | 2  | 1  | 1  | 4  |
| 5.  | Сједињене Државе | 2  | -  | 3  | 5  |
| 6.  | Белорусија       | 1  | 3  | -  | 4  |
| 7.  | Совјетски Савез  | 1  | 1  | 1  | 3  |
| 8.  | Чехословачка     | 1  | -  | -  | 1  |
| 9.  | Источна Немачка  | -  | 2  | 2  | 4  |
| 10. | Украјина         | -  | 1  | 2  | 3  |
| 11. | Мађарска         | -  | 1  | −  | 1  |
| 11. | Јамајка          | -  | 1  | -  | 1  |
| 11. | Канада           | -  | 1  | -  | 1  |
| 14. | Бугарска         | -  | -  | 1  | 1  |
| 14. | Холандија        | -  | -  | 1  | 1  |
|     | Укупно 15 земаља | 19 | 19 | 19 | 57 |

## Најуспешније појединке
Ово је списак најспешнијих бацачица кугле на СП на отвореном, које су освојиле најмање две медаље. Стање после СП 2023.
|     | Атлетичарка        | Земља            |   |   |   |   |
| --- | ------------------ | ---------------- | - | - | - | - |
| 1.  | Валери Адамс       | Нови Зеланд      | 4 | 1 | - | 5 |
| 2.  | Астрид Кубернус    | Немачка          | 3 | - | - | 3 |
| 3.  | Гунг Лиђао         | Кина             | 2 | 2 | 3 | 7 |
| 4.  | Хуан Џихунг        | Кина             | 2 | - | 1 | 3 |
| 5.  | Чејс Или           | Сједињене Државе | 2 | - | - | 2 |
| 6.  | Светлана Кривељова | Русија           | 1 | 1 | 2 | 4 |
| 7.  | Кристина Шваниц    | Немачка          | 1 | 1 | 1 | 3 |
| 8.  | Наталија Лисовска  | Совјетски Савез  | 1 | 1 | - | 2 |
| 9.  | Надин Клајнерт     | Немачка          | - | 3 | 1 | 4 |
| 10. | Надзеја Астапчук   | Белорусија       | - | 3 | - | 3 |
| 11. | Вита Павлиш        | Украјина         | - | 1 | 2 | 3 |